# Alliance biblique universelle
L'Alliance biblique universelle (ABU) (en anglais : United Bible Societies, UBS) est un réseau de 145 sociétés bibliques fondé en 1948 et présent dans plus de 200 pays du monde. Son siège est situé à Swindon, Angleterre.

## Histoire
L'Alliance biblique universelle a été fondée en 1946 avec des représentants de sociétés bibliques nationales. En 2008, elle comptait 100 sociétés membres. En 2013, elle comptait 145 sociétés membres dans plus de 200 pays. En 2019, elle avait traduit la Bible en entier avec ses partenaires dans 694 langues.

## Membres
En 2020, elle déclare 240 sociétés bibliques membres.